# Le Soleil de Châteauguay

Le Soleil de Châteauguay est un journal hebdomadaire francophone gratuit distribué dans la ville de Châteauguay, au Québec, et dans certaines municipalités des MRC de Roussillon et de Beauharnois-Salaberry (notamment Mercier, Léry et Beauharnois). Anciennement distribué dans le Publisac, il est désormais disponible en ligne et dans une centaine de points de dépôts.
Il ne faut pas confondre Le Soleil de Châteauguay avec d'autres publications portant le même nom, notamment le quotidien Le Soleil à Québec ou la défunte publication Le Soleil de Valleyfield.
Le Soleil de Châteauguay est une propriété de Gravité Média, qui possède aussi Le Courrier du Sud, Le Reflet, La Relève et Le Journal Saint-François, ainsi que le média économique en ligne L'Information d'affaires d'ici.

## Histoire
Le Soleil de Châteauguay a été fondé en 1977. Au cours des années 1980, il passe aux mains de l'entreprise Les Hebdos Montérégiens, propriété de la famille Auclair.
Au cours de la décénnie 2010, le journal passera entre plusieurs mains. En 2011, la famille Auclair vend Les Hebdos Montérégiens et la quinzaine de publications qui en faisaient partie, y compris Le Soleil, à Québecor, qui les intègre au sein de sa filiale Sun Media. Deux ans plus tard, Sun Media vend l'ensemble de ses publications 74 publications régionales à TC Media, qui se départit à son tour de ses journaux du Québec et de l'Ontario en plusieurs transactions à partir de 2017.
C'est à cette époque qu'est formé le groupe Gravité Média, qui se porte acquéreur du Soleil et de cinq autres publications.
Le Soleil de Châteauguay couvre l'actualité locale, y compris la politique, le développement urbain, la justice et les faits divers, la culture, ainsi que d'autres sujets.